# Польська марка

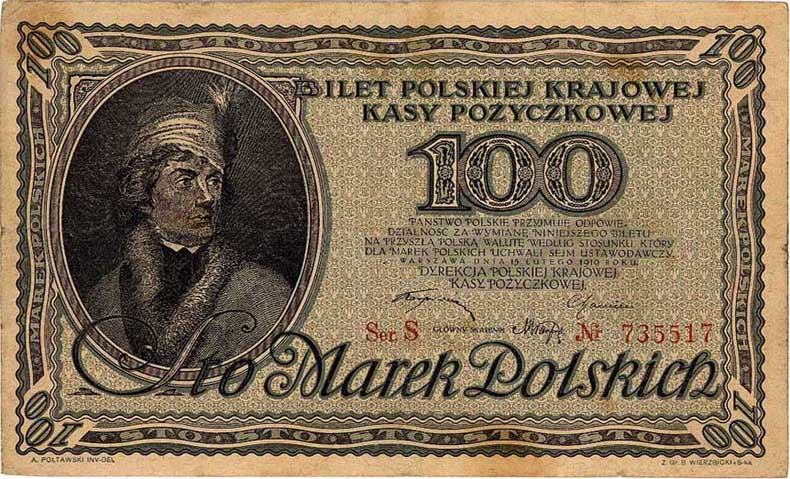
100 польських марок

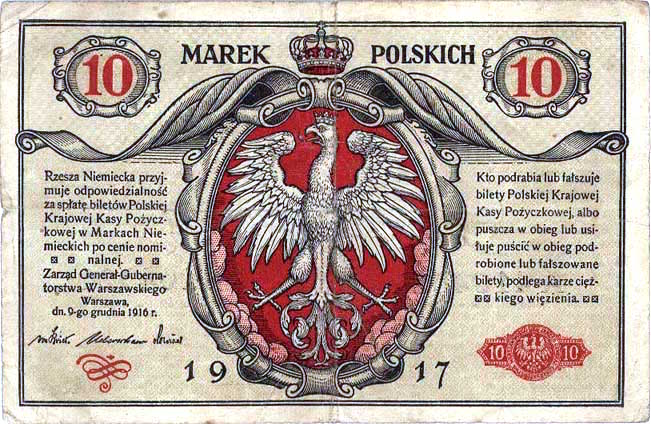
10 польських марок 1916 року

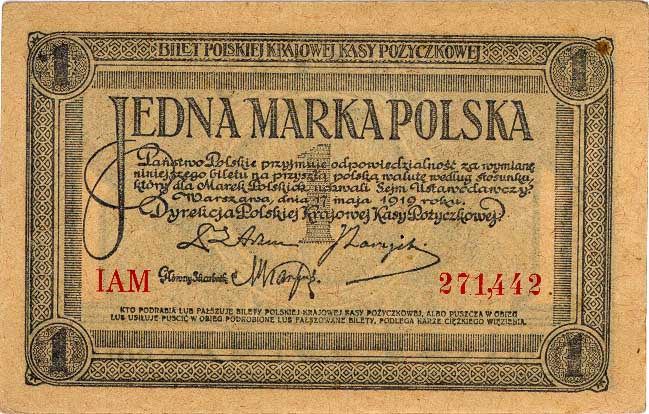
Польська марка 1919 року

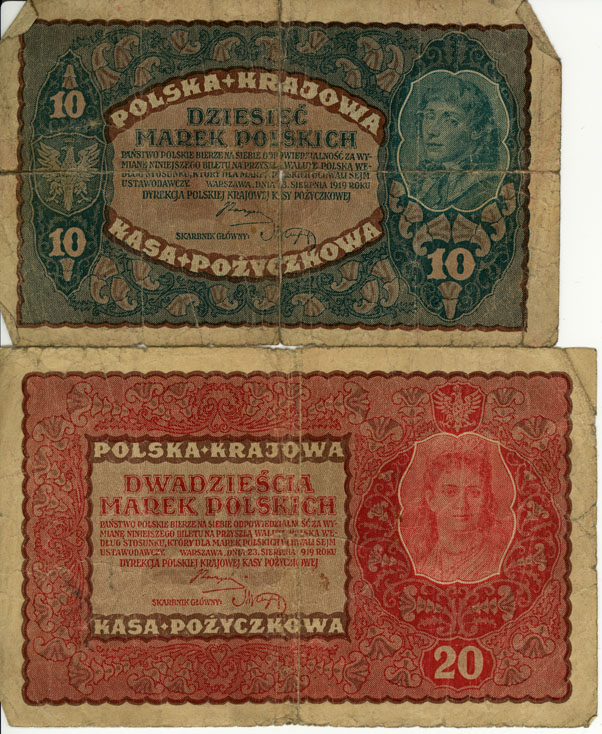
Польські марки (10 і 20) 1919 року

Монета 10 феннігів, 1917 року

По́льська ма́рка (пол. marka polska) — грошова одиниця Польщі в 1917—1924 роках, яку замінив злотий; поділялася на 100 фенігів (пол. fenig).
В 1915—1920 роках на території незалежної Польщі в обігу перебували російські рублі, німецькі марки і австо-угорські крони.
Саме тому 1917 року Польська крайова позичкова каса (пол. Polska Krajowa Kasa Pożyczkowa) випустила національні гроші — польські марки.
Марки польські (умовне позначення mkp) не мали жодного забезпечення з причини складної соціально-економічної ситуації в тодішній Польщі, що призвело до величезної інфляції, і тому емітенту весь час доводилось збільшувати номінали польських марок.
У 1917-18 видано такі номінали польських марок і розмінного дріб'язку (фенігів):
Монети:
- 1 феніг (1918)
- 5 фенігів (1917—1918)
- 10 фенігів (1917—1918)
- 20 фенігів (1917—1918)

Банкноти
- 1/2 mkp
- 1 mkp
- 2 mkp
- 5 mkp
- 10 mkp
- 20 mkp
- 50 mkp
- 100 mkp
- 1000 mkp

У лютому 1919 року випущені банкноти нового зразку:
- 1 mkp
- 5 mkp
- 100 mkp
- 1000 mkp

Натупна емісія — у серпні 1919 року:
- 1 mkp
- 5 mkp
- 10 mkp
- 20 mkp
- 100 mkp
- 500 mkp
- 1000 mkp

У лютому 1920 року довипущені:
- 1/2 mkp
- 5000 mkp

З інфляційним бумом у 1922-23 рр. емітувалися банкноти номіналів:
- 10.000 mkp
- 50.000 mkp
- 100.000 mkp
- 250.000 mkp
- 500.000 mkp
- 1.000.000 mkp
- 5.000.000 mkp
- 10.000.000 mkp

Також Польська позичкова каса збиралась ввести в обіг банкноти номіналів 50.000.000 i 100.000.000 mkp.
У 1924 році в обіг офіційно був запроваджений злотий, і обмін польських марок здійснювався за курсом 1 злотий = 1.800.000 польських марок.

## Див.також
- Український карбованець.